# 제너럴 일렉트릭 컴퍼니
제너럴 일렉트릭 컴퍼니(General Electric Company, GEC)는 지금은 없어진 영국의 전자 회사다. 한때 FTSE 100 지수의 일부였다. 1999년 브리티시 에어로스페이스에 방위 산업 부문을 매각한 후 마르코니 코퍼레이션 plc로 이름을 바꾸었으며, 2005년 에릭슨이 지분을 인수한 후 남은 부문이 텔렌트로 이름을 바꾸었다.

## 역사

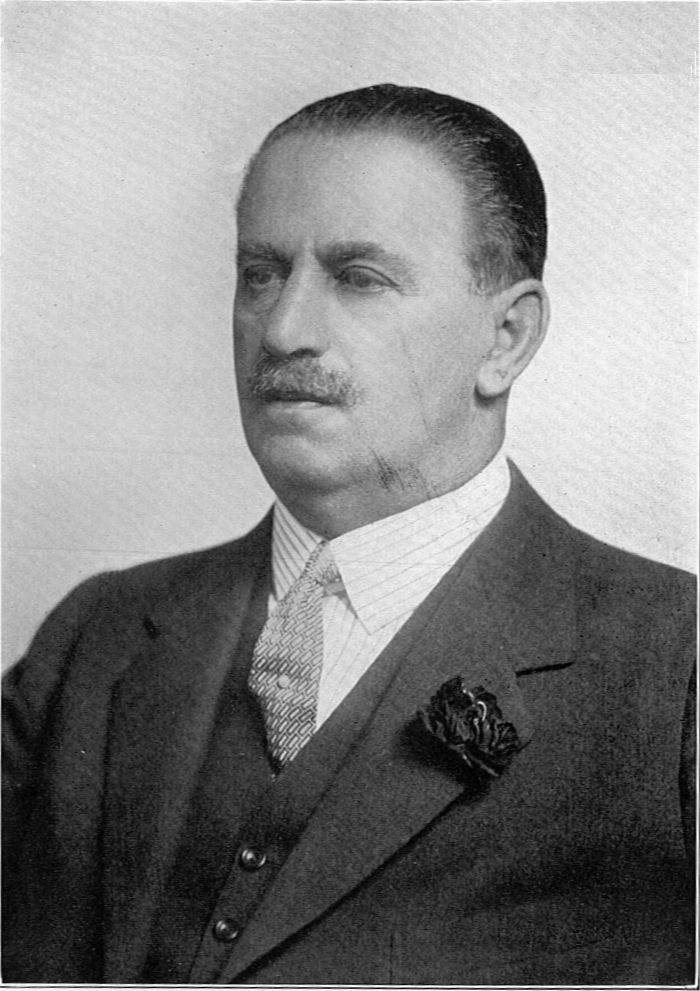
위고 허스트 경

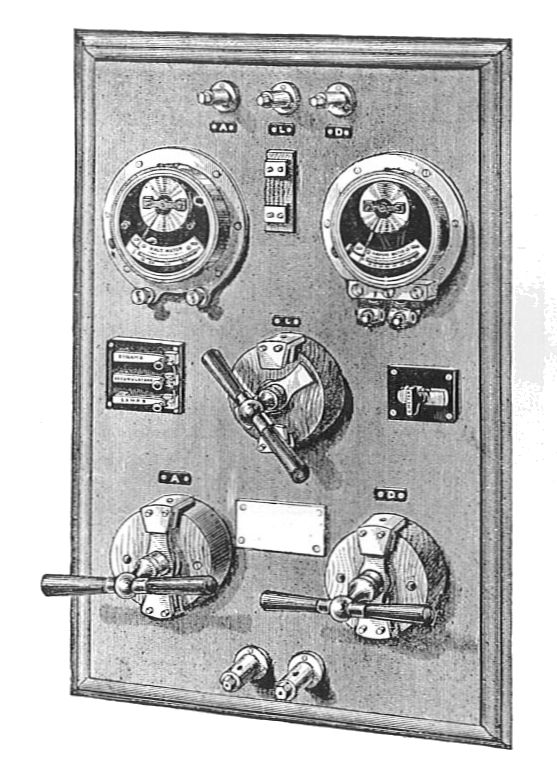
1888년 주변 초기 스위치보드 장비

### 초기
GEC의 기원은 1880년대 독일 이민자 구스타프 빈스왕거(Gustav Binswanger, 이후 Gustav Byng)가 설립한 전자 제품 도매상 G. Binswanger and Company로 올라간다. 1886년 다른 이민자 위고 허스트가 합류하고, 회사 이름을 The General Electric Apparatus Company (G. Binswanger)로 바꾸었다. 이 해를 GEC의 창립 년도로 본다.
전자 장비를 판매점에서 직접 판매하는 당시에 획기적이었던 방식으로 초기에 성공을 거두었다. 위고 허스트는 사업의 가능성을 보았고 초기에 표준화를 시도하였다. 유럽 여러 곳을 여행하면서 최신 제품 정보를 수집하였고, 1887년 첫 전자 제품 카달로그를 발행하였다. 1888년은 맨체스터 살포드에 있는 공장을 인수하여 전화기, 전자 종, 스위치 등을 제작하였다.

### 법인 설립
1889년 유한 회사 General Electric Company Ltd를 설립하였다. 회사의 표어는 'Everything Electrical'이었으며, 새로운 지점과 공장을 설립하는 등 빠르게 성장하였다. 1893년은 전등 제조에 투자하였고, 이 회사는 1909년 오스람으로 독립하였다. 1900년 공개 유한 회사 The General Electric Company (1900) Ltd로 전환하였고, 이름의 1900은 이후 삭제되었다. 1902년 버밍햄 근처에 첫 공장을 개업하였다.
1910년 구스타프 빙이 사망한 이후 위고 허스트가 회장이 되었다. 허스트가 투자한 전등 제작 사업이 번창하였고, 1909년 오스람은 첫 텅스텐 필라멘트 전구를 생산하였다. 전기 사용이 증가하면서 국내 및 해외 사업이 번창하였고, 유럽, 일본, 오스트레일리아, 남아프리카, 인도, 남아메리카에 지사를 개설하였다.

### 세계 대전
제1차 세계 대전이 진행되면서 전쟁 물자 생산에 참가하여 회사 규모가 더 커졌다. 당시 생산한 물품은 라디오, 신호등, 아크등 탄소 등이다. 전쟁이 진행된 동안 GEC는 다국적 기업으로 성장하였다. 1920년대엔 영국 전역에 전력망을 설치하였다. 1921년 런던 킹스웨이에 새 본사 사옥을 건립하였으며, 1923년 웸블리에 연구소를 설립하였다. 이 연구소는 GEC와 전기 사업의 성장을 뜻하였다.
제2차 세계 대전 동안은 군용 전기 및 전자 제품을 공급하였다. 1940년대엔 레이다에 사용된 마그네트론을 개발하는 데 협력하였다. 이 시기엔 통신 기술이 발전하였고, 진공관, 조명 등이 대량으로 생산되었다.
전쟁이 끝난 후 기업 확장이 느려졌다. 1943년 위고 허스트 사망 이후 양아들 레슬리 개미지, 해리 레일링이 중요 직책에 올랐다. 소비자 대상 전자제품의 수요 및 중공업, 핵 발전에 대한 투자가 증가하였으나, 경쟁이 심해지고 내부 조직이 붕괴되면서 이익이 줄어들기 시작했다.

### 확장
1961년 마이클 소벨의 회사와 합병하면서 킹스웨이에 있던 본사를 이전하였다. 합병 이후 회사 내부 구조 조정이 시작되었고, 흑자로 전환되었다. 1967년 AEI (Associated Electrical Industries)를 인수하면서 메트로폴리턴-비커스, BTH, 에디슨 스완 등의 브랜드를 인수하였다. 1968년 잉글리시 일렉트릭을 인수하면서 자회사도 같이 인수하였다.
1969년부터 일부 자산 매각이 진행되었으며, 위튼에 있는 공장은 매각이 이루어져도 큰 공장으로 남아 있다. 회사 규모는 인수 합병으로 계속 커졌다. 1981년 미국의 의료 장비 회사 피커를 인수하였다. 케임브리지 인스트루먼트, GEC 메디컬, 아메리칸 옵티컬을 합병하여 피커 인터내셔널이 되었다. GEC 메디컬은 20세기 초반에 인수한 왓슨 앤 선이 모체이며, 오랜 기간 동안 GEC의 일부였다. 1982년 1T MRI를 최초로 선보였다. 이후 1999년 의료 장비 부문은 마르코니 메디컬 시스템으로 이름을 바꾸었으며 2001년 필립스에 인수되었다.
1983년 약 25만 명을 고용하여 영국의 최대 고용주가 되었다. 1984년은 FTSE 100 지수에 편입되었으며 BP, 로열 더치 셸에 이은 3위를 기록하였다. 1989년 GEC와 Compagnie Générale d'Electricité (CGE)의 발전 설비 및 운송 사업 분야의 합병으로 GEC-알스톰을 설립하였다.
방위 사업 등 여러 분야의 기술이 발전하면서 가정용 전기 제품 시장에서 철수하였다. 1990년 페란티의 방위 사업 부문, 1995년 Vickers Shipbuilding and Engineering Ltd를 인수하였다. 1997년 7월 대부분의 조인트 벤처를 철수하고 방위 및 항공 사업(Marconi Electronic Systems), 산업용 전자 사업(GEC Industrial Electronics), 통신(GEC Communications)에 집중하기로 하였다.
1998년 초 알레니아를 인수하여, 자사 레이다 사업 부문과 합쳤다. 같은 해 6월에는 미국 트라코를 인수하였다.

### 방위 사업 매각
1998년 10월부터 브리티시 에어로스페이스와 독일 DASA 사이의 인수설이 돌았다. GEC는 BAe, DASA 합병의 파트너가 될 가능성이 있다. 1998년 12월 인수 합병으로 주가가 올라간 마르코니 일렉트로닉 시스템(MES)의 파트너를 찾고 있다. 합병 대상자로 톰슨-CSF(민영화 중), 록히드 마틴 등의 회사를 고려하고 있다. 당시 GEC는 방위 사업 매각을 고려하고 있고, 1997년 프랑스 정부에 톰슨-CSF를 민영화하여 MES와 인수할 것을 제안하였으나 거부되었다. 1999년 1월 중순 GEC와 브리티시 에어로스페이스가 합병함을 확인하였고, 1월 19일 브리티시 에어로스페이스가 마르코니 일렉트로닉 시스템을 인수하였다.

### 마르코니 plc로 전환
협상이 진행 중일 때, 방위 사업 매각으로 얻을 이익을 미리 사용하였다. 이 자금은 라디오, 통신, 인터넷 장비 제조 기업으로 변화하는 데 사용하였다. 1999년 3월 Reltec을 인수하였고, 4월은 FORE 시스템, 2000년 4월은 모바일 시스템 인터내셔널을 인수하였다. 닷컴 버블이 붕괴되기 직전 매우 비싼 값으로 인수하였으며, 이후 회사 가치 폭락의 원인이 되었다.

2005년 21CN 프로그램에 참가하지 못한 이후 화웨이를 포함한 여러 회사에서 인수 입찰을 받았다. 2005년 에릭슨이 마르코니의 대부분을 인수하였고 나머지는 텔렌트 plc가 되었다.

## 참조

### 읽을거리
- Whyte, Adam Gowans (1930). 《Forty Years of Electrical Progress》 (영어). London: Ernest Benn.
- Anatomy of a Merger - A History of GEC, AEI and English Electric, by Robert Jones and Oliver Marriott, Published by Jonathan Cape, 1970, ISBN 0-224-61872-5. (영어)